# Lepthyphantes fagei
Lepthyphantes fagei este o specie de păianjeni din genul Lepthyphantes, familia Linyphiidae, descrisă de Machado, 1939.
Este endemică în Spania. Conform Catalogue of Life specia Lepthyphantes fagei nu are subspecii cunoscute.